# Down to You (Lied)
Down to You ist ein Lied von Joni Mitchell, das 1974 auf ihrem Album Court and Spark veröffentlicht wurde. Er wurde 1975 mit dem Grammy Award for Best Arrangement, Instrumental and Vocal ausgezeichnet.

## Text und Musik
Down to You verwendet eine Strophen-Bridge-Struktur und steht in den Tonarten D-Dur und E-Dur. Es beginnt mit einer Klavier-Einleitung von Mitchell. Das Thema des Liedes ist es, entweder sein Leben zu ändern oder die Verantwortung dafür zu übernehmen, da „alles auf einen selbst zurückfällt“. Der Musikprofessor Lloyd Whitesell beschreibt es als „eine ironische Meditation über die Vergänglichkeit der Liebe und die moralische Gewissheit.“ Das Lied erzählt über die Stimmung nach einem One-Night-Stand. Die Strophen bieten philosophische Betrachtungen über die Situation, während die Bridge mehr Details liefert.
Die ersten Zeilen der ersten Strophe bestimmen den Ton des Liedes: „Everything comes and goes, marked by lovers and styles of clothes“ (Alles kommt und geht, geprägt von Liebhabern und Kleidungsstilen). Sean Nelson beschreibt den Text als „knapp, aber wahr, allgemein, aber anregend, klug, aber leicht, und er reimt sich“, und er behauptet auch, dass Mitchell mit nur diesen zwei Zeilen „ein ziemlich gutes Lied hätte schreiben können.“ Zu Beginn des Liedes scheint Mitchell sich selbst oder eine andere Person anzusprechen.
Die Bridge beginnt mit den Zeilen:
Du gehst runter zur Abholstation
Du sehnst dich nach Wärme und Schönheit
Du gibst dich mit weniger als Faszination zufrieden
Ein paar Drinks später bist du nicht mehr so wählerisch.
Diese Zeilen können an sich selbst oder an den abwesenden Liebhaber gerichtet sein. Der Text ist zweideutig, und es ist auch unklar, ob er an eine reale oder fiktive Person gerichtet ist.
Am Ende der vorletzten Strophe führt eine zufällige Begegnung mit einem Fremden am Tag zu der Erkenntnis, dass die „Liebe weg ist“ und das es letzte Nacht nicht wirklich Liebe war. Diese Erkenntnis wird musikalisch dadurch unterstrichen, dass David Crosby und Susan Webb die Zeile zusammen mit Mitchell singen. Es folgt ein Orchester-Zwischenspiel. Während die Orchesterinstrumente abwechselnd das musikalische Thema aufgreifen, spielt Mitchell auf dem Klavier verschiedene Arten von Akkorden, darunter Dur-, Moll-, verminderte und übermäßige Akkorde. Der Musikjournalist Mark Bego beschreibt Mitchells Spiel als eine Art Jazz-Solo.
Laut dem Autor Larry David Smith endet die letzte Strophe mit einer „Akzeptanz der ungleichen Qualitäten des Lebens und der Resignation vor der Akzeptanz.“
Es gibt 15 Coverversionen des Songs, so vom Colosseum II.

## Rezeption
Bei der Grammy-Verleihung 1975 gewannen Mitchell und Tom Scott für Down to You den Grammy Award für das „beste Arrangement zur Begleitung von Sängern“. Der Musikjournalist Mark Bego beschreibt es als „reines Meisterwerk“. Pitchfork-Kritikerin Jessica Hopper beschreibt das Arrangement als „atemberaubend in seiner Komplexität“.